# Meczet Selima w Nikozji

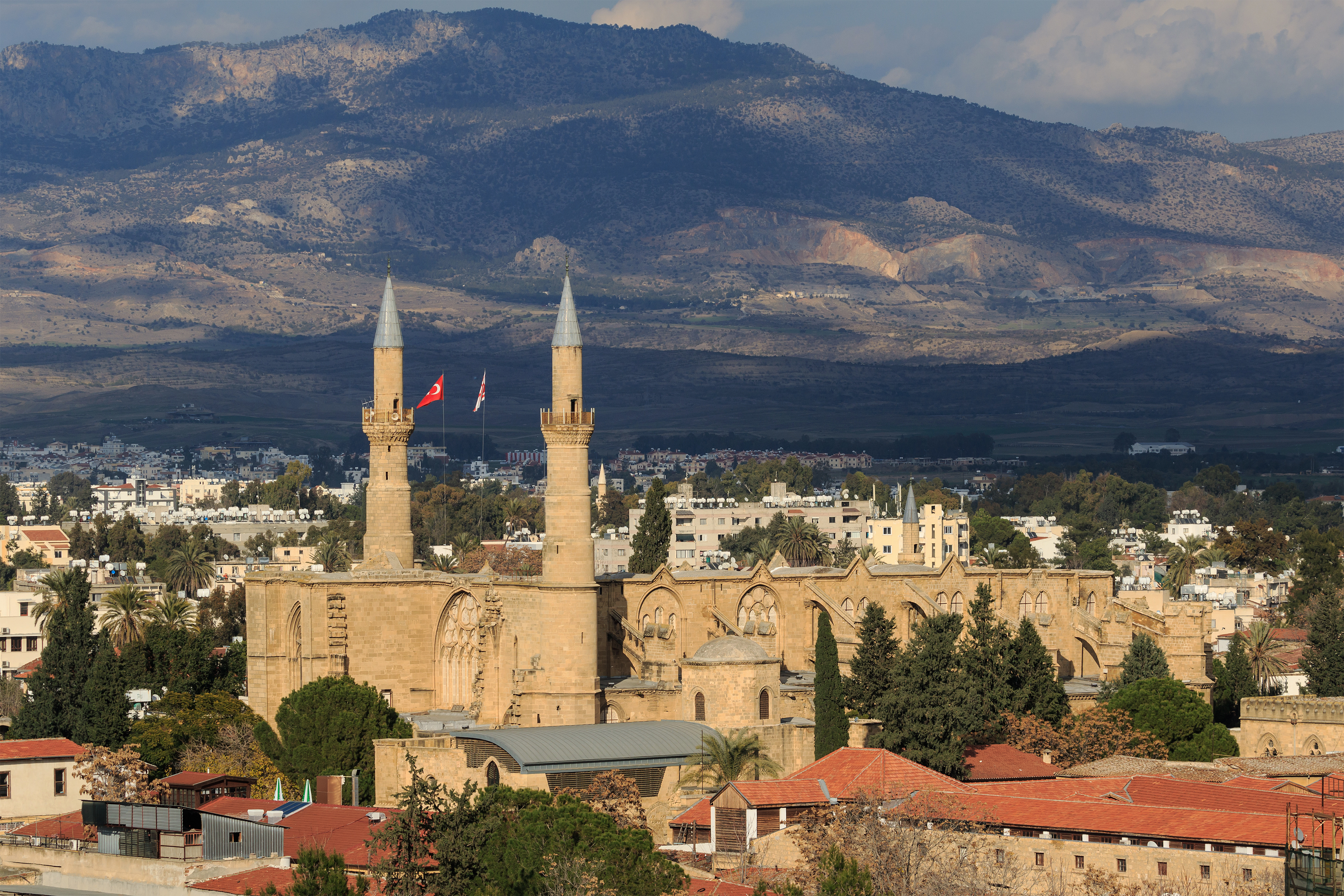
Widok ogólny bryły budowli (2017)

Meczet Selima (tur. Selimiye Camii; gr. Τέμενος Σελιμιγιέ Λευκωσίας) – meczet w Nikozji wzniesiony pierwotnie jako gotycka katedra św. Zofii, miejsce koronacji królów Cypru.

## Architektura
Katedra jest trójnawową bazyliką. Na prezbiterium otwiera pięć apsydiol, za nimi znajduje się ambit. Na obu końcach transeptu znajdują się kaplice przykryte półkopułami. Każda z naw jest czteroprzęsłowa. W fasadzie widoczne są filary mające wspierać nigdy nieukończone wieże.

## Historia
Katedra św. Zofii jest najstarszym zabytkiem sztuki gotyckiej na Cyprze. Budowlę wznieśli francuscy rzemieślnicy, którzy prowadzili prace przez ok. 150 lat, począwszy od 1209 roku. Świątynię wzniesiono na ruinach wcześniejszego kościoła bizantyńskiego Hagia Sophia z 1193 roku. W czasie wizyty na Cyprze król Francji Ludwik IX dostarczył budowniczym kościoła dodatkowe środki finansowe oraz sprowadzonych przez siebie rzemieślników i artystów. Kościół konsekrowano w dopiero 1326 roku, mimo to nie był on gotowy, a prace budowlane przebiegały opornie, dodatkowo liczne wojny spowalniały budowę, dopiero bulla papieska z roku 1347 gwarantująca budowniczym 100 dodatkowych dni odpustu przyśpieszyła nieznacznie prace budowlane. W praktyce jednak budowa nigdy nie została ukończona. Gmach został odnowiony częściowo przez Genueńczyków w 1373 roku, po uszkodzeniach związanych z genueńskim podbojem. Kolejne uszkodzenia miały miejsce po wojnie przeciw mamelukom. Wschodnią część budowli uszkodziło trzęsienie ziemi z 1491 roku. Napraw dokonali wówczas Wenecjanie. Po uszkodzeniach spowodowanych kolejnym trzęsieniem ziemi z roku 1547 konstrukcja została wzmocniona.
W katedrze koronowano królów Cypru, którzy następnie udawali się do katedry św. Mikołaja w Famaguście na uroczystość koronacji na tytularnego władcę Królestwa Jerozolimskiego.
W 1570 roku wyspa została zdobyta przez Osmanów, którzy uszkodzili częściowo katedrę. Zdobywcy spalili ambonę i ławki, otworzyli część grobów i rozrzucili spoczywające w nich szczątki oraz usunęli kamienie nagrobne. Wkrótce potem rozpoczęto przebudowę katedry na meczet. W ramach prac budowlanych dwie niedokończone wieże przekształcone zostały w minarety o wysokości 50 m, na dziedzińcu zbudowano fontannę do ablucji, usunięto wszelkie zdobienia, a wnętrze pomalowano na biało i wykonano mihrab oraz minbar. W 1735 roku meczet został po raz kolejny uszkodzony przez trzęsienie ziemi.

## Obecnie
W 1976 roku zostały odkryte od strony południowej ruiny poprzedniej budowli.
Budowla służy nadal jako meczet, nazwę Selimiye wprowadzono jednak dopiero w 1954 roku na cześć sułtana Selima II, zdobywcy Cypru – wcześniej obowiązywała nazwa meczet Aya Sofya. Zwiedzanie budowli jest możliwe, o ile nie koliduje z obrzędami religijnymi, a strój nie narusza zasad obowiązujących turystów w meczetach.